# Johann Wenzel
Johann Wenzel (Nidowo, 9 marzo 1902 – Berlino, 2 febbraio 1969) è stato un agente segreto tedesco, impiegato nel GRU e radiotelegrafista dell'Orchestra Rossa in Belgio e nei Paesi Bassi.
Utilizzò vari pseudonimi, tra cui Professore, Charles, Bergmann, Hans e Hermann. Wenzel fu noto soprattutto per aver involontariamente condotto alla scoperta dell'Orchestra Rossa in seguito dell'intercettazione delle sue trasmissioni da parte della Funkabwehr, determinando quindi la sua cattura da parte della Gestapo tra il 29 e il 30 giugno 1942.

## Biografia
Nacque in una famiglia di estrazione operaia. Dopo aver completato gli studi, lavorò come apprendista fabbro presso un'azienda di estrazione del carbone nella regione della Ruhr e successivamente in un'azienda del gruppo industriale Krupp a Essen. In gioventù si iscrisse alla Lega della Gioventù Comunista di Germania nel 1921, per poi confluire nel Partito Comunista di Germania (KPD) nel 1925. Nei dieci anni successivi, lavorerà per l'AM-Apparat del KPD.
Nel biennio 1929-1930, Wenzel si recò a Mosca per frequentare un corso di formazione politico-militare come cadetto, sotto lo pseudonimo di Horst. Il corso era gestito dall'AM Apparat dell'Internazionale Comunista (Comintern). Al suo rientro in Germania, Wenzel lavorò per diversi anni come istruttore a tempo pieno per le questioni militari comuniste ad Amburgo, Brema, Essen, Düsseldorf e Colonia, usando lo pseudonimo di Hermann. È probabile che durante questo periodo Wenzel fosse già in contatto con Henry Robinson, veterano dei servizi segreti sovietici che nel 1940 divenne assistente di Leopold Trepper e direttore tecnico dell'AM Apparat per l'Europa occidentale, oltre a dirigere una rete di spionaggio in Francia.
Nell'estate del 1933, Wenzel si recò nei Paesi Bassi con Theodor Bottländer, un funzionario del dipartimento AM Apparat del Comitato Centrale del KPD, per ottenere informazioni su Marinus van der Lubbe, uno degli imputati nel processo per l'incendio del Reichstag. Dopo l'incendio, il Partito Comunista Tedesco fu messo al bando, costringendo Wenzel alla fuga. Nel 1935, Wenzel ricevette l'ordine di presentarsi alla 4ª Divisione dello Stato Maggiore dell'Armata Rossa, la Direzione dell'Intelligence, per essere addestrato come operatore di telegrafia in preparazione al suo ruolo di consulente tecnico in Europa occidentale.
Il 29 gennaio 1936 arrivò in Belgio fingendosi uno studente di meccanica e si iscrisse a una scuola tecnica. Conobbe Leopold Trepper, ufficiale dei servizi segreti sovietici a capo di sette reti di spionaggio in Europa occidentale, e Anatoly Gurevich, suo assistente e responsabile di una di queste reti. La sua missione consisteva nell'utilizzare la sua nuova qualifica per creare una rete radio in Belgio, ma le autorità belghe gli negarono il permesso di soggiorno. Si trasferì quindi nei Paesi Bassi tra la fine del 1936 e l'inizio del 1937, dove entrò in contatto con Daniël Goulooze, direttore del Partito Comunista dei Paesi Bassi (CPN), che fungeva da principale ufficiale di collegamento tra il CPN e l'Internazionale Comunista a Mosca. Con Goulooze discusse i piani per la creazione di una rete radiofonica nei Paesi Bassi.
All'inizio del 1938, Wenzel tornò illegalmente in Belgio ed è probabile che risiedesse con Franz Schneider e sua moglie, Germaine. Schneider era un comunista svizzero con legami con Henry Robinson. Nel 1939, divenne consulente tecnico per le procedure e i codici radiotelegrafici per Anatoly Gurevich e addestrò diversi operatori nei Paesi Bassi. Wenzel fu anche consulente tecnico di Konstantin Jeffremov, un agente sovietico che gestiva una rete separata nei Paesi Bassi.
Il 15 novembre 1939, la polizia francese stilò un rapporto in cui si affermava che Wenzel operava come sabotatore in quanto membro dell'Internationale der Seeleute und Hafenarbeiter (l'Internazionale dei marinai e dei portuali), con sede nel Comintern, che aveva lo scopo di diffondere la propaganda comunista tra i marinai.
Dal dicembre 1940 al luglio 1942, Wenzel trasmise le informazioni in suo possesso in Unione Sovietica. Nel novembre 1941, su ordine di Anatoly Gurevich, Wenzel trasmise messaggi contenenti informazioni che Gurevich aveva ricevuto da Harro Schulze-Boysen nell'ottobre 1941 a Berlino. Nel maggio 1942, in seguito all'arresto di Mikhail Makarov, Wenzel fu incaricato da Jeffremov a ristabilire un collegamento con Mosca, dopo che quest'ultimo aveva rilevato la rete di Anatoly Gurevich, fuggito in Francia. Nel maggio 1942, Wenzel iniziò a trasmettere un significativo volume di informazioni verso l'Unione Sovietica. Nel giugno 1942, in seguito alla cattura di Hersch Sokol, operatore di Leopold Trepper a Parigi, Léon Grossvogel, ufficiale dei servizi segreti sovietici e assistente di Trepper, ordinò a Wenzel di diventare l'operatore di Trepper in Francia.

### Cattura
Mediante il monitoraggio delle intercettazioni radio condotto dalle stazioni di rilevamento di Norimberga, Augusta e Brest, la Funkabwehr fu in grado di localizzare una trasmissione radio illegale proveniente dall'abitazione di Wenzel, al 12 di Rue de Namur di Bruxelles. Ci vollero diversi giorni per individuare la posizione corretta a causa della configurazione dell'edificio e della linea ferroviaria elettrica che attraversava il quartiere, ma il 29-30 giugno 1942 il capitano Harry Piepe insieme ad alcuni agenti di polizia e personale della Luftwaffe, bloccò la strada a Laeken. Quando l'Abwehr fece irruzione nell'appartamento di Wenzel, lo sorprese e lui si diede alla fuga sui tetti, sparando con la pistola nel tentativo di fuggire, ma alla fine fu arrestato il 30 giugno 1942.
Durante la perquisizione dell'appartamento, si scoprì che Wenzel aveva lasciato una serie di messaggi cifrati e due messaggi scritti in tedesco non ancora decifrati. Questi messaggi contenevano dettagli dal contenuto così sorprendente, i piani dell'Operazione Blu, tanto che Piepe si recò immediatamente a Berlino e, dopo aver rivelato la sua scoperta e averne illustrato la rilevanza, si incontrò con Wilhelm Canaris. Canaris organizzò un incontro immediato con Wilhelm Keitel, capo dell'Oberkommando der Wehrmacht.
Wenzel fu portato nella prigione di Saint-Gilles a Bruxelles. Piepe informò Karl Giering, direttore della Gestapo a Bruxelles, che a sua volta inoltrò un messaggio al Reichssicherheitshauptamt (RSHA), Sezione IV Sottosezione 2A, richiedendo dettagli su Wenzel. Ricevettero una serie di schede che descrivevano in dettaglio i primi anni della carriera comunista di Wenzel e il suo nome fu identificato nel libro nero dell'RSHA come ricercato.
L'urgenza dei tedeschi di smascherare la rete comunista associata a Wenzel fu tale che egli fu sottoposto a interrogatori brutali, comprese le torture che durarono dalle sei alle otto settimane, e alla fine confessò tutto, compreso il suo nome di copertura, Professore, dovuto al fatto che era uno specialista della radiotelefonia. In seguito, Wenzel accettò di collaborare con i tedeschi in un'operazione di Funkspiel utilizzando la sua radiotrasmittente, l'operazione iniziò il 6 agosto 1942. Il Funkspiel, chiamato in codice "Weide", fu controllato da Heinz Pannwitz del Sonderkommando Rote Kapelle in una casa di Rue de l'Aurore a Bruxelles. L'operazione tedesca si rivelò un fallimento. In Belgio, l'intelligence sovietica fu probabilmente avvertita in anticipo da Germaine Schneider, la quale informò Trepper dell'incursione al numero 12 di Rue de Namur nel luglio 1942.

### Fuga e ultimi anni
Nel corso di diversi mesi, le guardie del Sonderkommando di Rue de l'Aurore si cullarono in un falso senso di sicurezza e il 17 o il 18 novembre 1942 Wenzel riuscì a fuggire: Wenzel si accorse che una porta esterna non fu chiusa a chiave e si dileguò chiudendo la porta alle sue spalle.
Riuscì a sopravvivere clandestinamente in Belgio fino alla liberazione alleata nell'ottobre 1944. Prese contatto con la missione militare sovietica a Parigi e, nel gennaio 1945, fu trasferito a Mosca. Fu interrogato e condannato da una Commissione speciale a cinque anni di lavori forzati. Fu rilasciato in Unione Sovietica nel 1950.
Dal 1955 visse nella DDR dove lavorò come tecnico di trasmissioni radiofoniche. Wenzel morì il 2 febbraio 1969 a Berlino Est.